# Resolució 2355 del Consell de Seguretat de les Nacions Unides
La Resolució 2355 del Consell de Seguretat de les Nacions Unides fou adoptada per unanimitat el 26 de maig de 2017. El Consell va ampliar el mandat de la força pau AMISOM de la Unió Africana (UA) a Somàlia per tres mesos fins al 31 d'agost de 2017.

## Contingut
En la resolució 2297 es va demanar una avaluació de l'AMISOM per garantir que la missió estigués disposada a donar suport a la fase política a Somàlia i formular opcions i recomanacions sobre aquest tema. Aquesta revisió s'havia retardat, i l'informe s'esperava ara al juliol de 2017.
Per tant, els estats membres de la Unió Africana van acordar una ampliació de l'AMISOM fins al 31 d'agost de 2017, amb un mandat sense canvis i el mateix sostre de tropes de 22.126 homes.